# Barthélémy-Joseph-Alexandre Piraud
Barthélémy-Joseph-Alexandre Piraud, francoski general, * 1880, † 1958.